# Poltură
Polturacul (poltra sau poltura) desemnează două monede divizionare, de argint și aramă, una poloneză și alta imperială austriacă (polturac împărătesc). Valoric reprezenta a 40-a parte dintr-un florin renan sau 3 dinari. De fapt era o subdiviziune a grosului: ½ gros sau 1,5 creițari. Polturacul se întâlnește mai mult în Polonia și Transilvania, unde are rolul de monedă dominantă. Denumirea monedei (poltura) apare pe aversul ei alături de imaginea Fecioarei Maria cu Pruncul.